# 鈴木るりか
鈴木 るりか（すずき るりか、2003年（平成15年）10月17日 - ）は、日本の小説家。東京都出身。

## 略歴
2003年、東京都に生まれる。幼年期から家の隣にある図書館に通い、本を読むことが当たり前のようになっていた。この頃から、絵本の挿絵や図鑑の写真から物語をつくっていた。
小学4年生だった2013年9月30日、小学館が当時主催していた「12歳の文学賞」の存在を知る。同日が応募締め切り日だったが、賞品に引かれ、半日ほどで原稿用紙11枚の短編小説『Dランドは遠い』を書き上げて応募した。これが初めて書いた小説となったが、審査の結果、1024通あった応募作品の中から大賞に選ばれた。授賞式では、審査員の石田衣良などから「書き続けてほしい」と背中を押された。その後も2014年と2015年に続けて同賞に応募し、3年連続で大賞に選ばれた。
14歳の誕生日となる2017年10月17日に、過去の受賞作品2編を書き直し、新たに書き下ろした3編を加えて『さよなら、田中さん』を刊行。中学2年生で小説家としてデビューした。発売当初は7000部が発行されていたが、売れ行きが良く発売直後に重版がかかり、品薄状態となった。その後も増刷され、2018年4月時点で7万5000部を売り上げている。
2018年10月17日、2作目の小説となる連作短編集『14歳、明日の時間割』が発売された。
2019年10月17日には、3作目の小説となる連作短編集『太陽はひとりぼっち』が発売された。1作目である『さよなら、田中さん』の主人公、田中花実が中学生になった物語だが、単なる続編ではなく新たな文芸作品として取り組んだ一冊とされている。
2020年11月17日、4作目の小説となる連作短編集『私を月に連れてって』が発売された。この年に新型コロナウイルス感染症の影響で学校が休校となり、当初は「書く時間がたっぷり取れる」と喜んだが思うように筆が進まず、一度「今年は書けないと思う」と担当編集者に伝えたという。しかし、「書かない」と決めると余計に苦しくなり、「やっぱり自分には書く事しかないのだ」と思い直し執筆した。
2022年3月に星美学園高等学校を卒業。同年4月に早稲田大学社会科学部に進学した。

## 作風
- 物語のプロットを書かずに執筆している[7][14]。また、自身では「ストーリーはいつも勝手に湧き上がってきます。キャラクターが勝手にしゃべり出してくれるので、それを書き留めている感じです」「一文を書き出すと話が自然と出てきます。キャラクターが勝手に動きだします」と述べている[3][14]。
- 小説のアイデアは、日常生活で見聞きしたことや観察の中から生まれている[3]。例えば、近所に母娘が引っ越してきたことがきっかけで小説の主人公の家庭環境を母子家庭に設定するなど[3]。

## 評価
- 石田衣良は、審査員として初めて鈴木の作品を読んだ時を振り返った際、「人間の裏と表、社会の光と影を自分なりの目で見て、すくいあげて書いている。作家の目を持っている印象があった」と述べた[5]。また、2017年に刊行された『さよなら、田中さん』については、「順調に成長していると思いました。ものを見る目はできあがっているから、一人の人間としていろいろな経験をしてほしい」と評した[5]。
- あさのあつこは、鈴木の作風について「人間の生身の声や息づかい、体温がこちらに迫ってくるように立体的に描かれていました。物語は破天荒な世界ではないのに、すごく迫力があった」と評価している[5]。

## エピソード
- 趣味はギターやゲーム（どうぶつの森シリーズなど）、料理[15]。
- 好きな教科は国語で、嫌いな教科は数学[15]。
- 好きな著名人は三村マサカズ、テンダラー[15]。
- 好きな作家は志賀直哉と吉村昭[15]。小学校高学年の時、図書館の司書に志賀直哉の『剃刀』などを薦められ、手に取った[3][15]。志賀については文章のリズム、吉村については文章の繊細さや美しさを魅力として挙げている[3][15]。
- 短編小説を好んで読む[3][16]。長編は間を置いてしまうと、次に本を開いた時に再びその世界に入り込むまで時間がかかるが、短編だとほぼ一気に最後まで読める点を理由として挙げており、短編は高校生になり読書時間の確保が難しくなった時期のライフスタイルに合っているとしている[16]。
- 好きな小説は流行りのものよりも昭和の小説や文豪の作品が中心で、安岡章太郎の『サアカスの馬』や遠藤周作の随筆、レイモンド・カーヴァーやジュール・ルナールなどがある[3]。
- 初めて小説を書いたきっかけは、「12歳の文学賞」の賞品としてもらえる図書カードで『ちゃお』を一生分買いたかったから[1][3]。

## 作品

### 田中さんシリーズ
- 『さよなら、田中さん』（2017年、小学館）
- 『太陽はひとりぼっち』（2019年、小学館）
- 『私を月へ連れてって』（2020年、小学館）
- 『星に願いを』（2023年、小学館）

### ノンシリーズ
- 『14歳、明日の時間割』（2018年、小学館）
- 『落花流水』（2022年、小学館）

## メディアミックス

### ラジオドラマ
- 青春アドベンチャー「さよなら、田中さん」（2018年7月2日 - 6日、全5話、NHK-FM）[17]